# Queen City, Texas

Bản đồ của Queen City bên trong quận Cass (góc dưới), và quận Cass bên trong tiểu bang Texas (góc trên).

Queen City là một thành phố thuộc quận Cass, tiểu bang Texas, Hoa Kỳ. Năm 2010, dân số của Queen City là 1476 người.
Queen City nằm ở phía đông bắc quận Cass ở tọa độ 33 ° 9′11 ″ N 94 ° 9′19 W (33.153186, -94.155343).  Nó giáp với phía nam của thành phố Atlanta, quận Cass, tiểu bang Texas. Quốc lộ 59 đi qua Queen City, cách Texarkana (Texas) 22 dặm (35 km) về phía bắc và phía nam tới Atlanta.

Vị trí tiểu bang Texas trong Hoa Kỳ

Theo Cục thống kê dân số Hoa Kỳ, Queen City có tổng diện tích 3,6 dặm vuông (9,2 km 2), trong đó 0,02 dặm vuông (0,05 km 2), hay 0,56%, là mặt nước.

## Dân số
- Dân số năm 2000: 1613 người.
- Dân số năm 2010: 1476 người.